# Marafona
A marafona ou matrafona (Alentejo) é uma boneca de trapos, sem olhos, nem boca, nariz ou ouvidos, vestida com um colorido traje regional. A sua armação é uma cruz de madeira revestida a tecido.

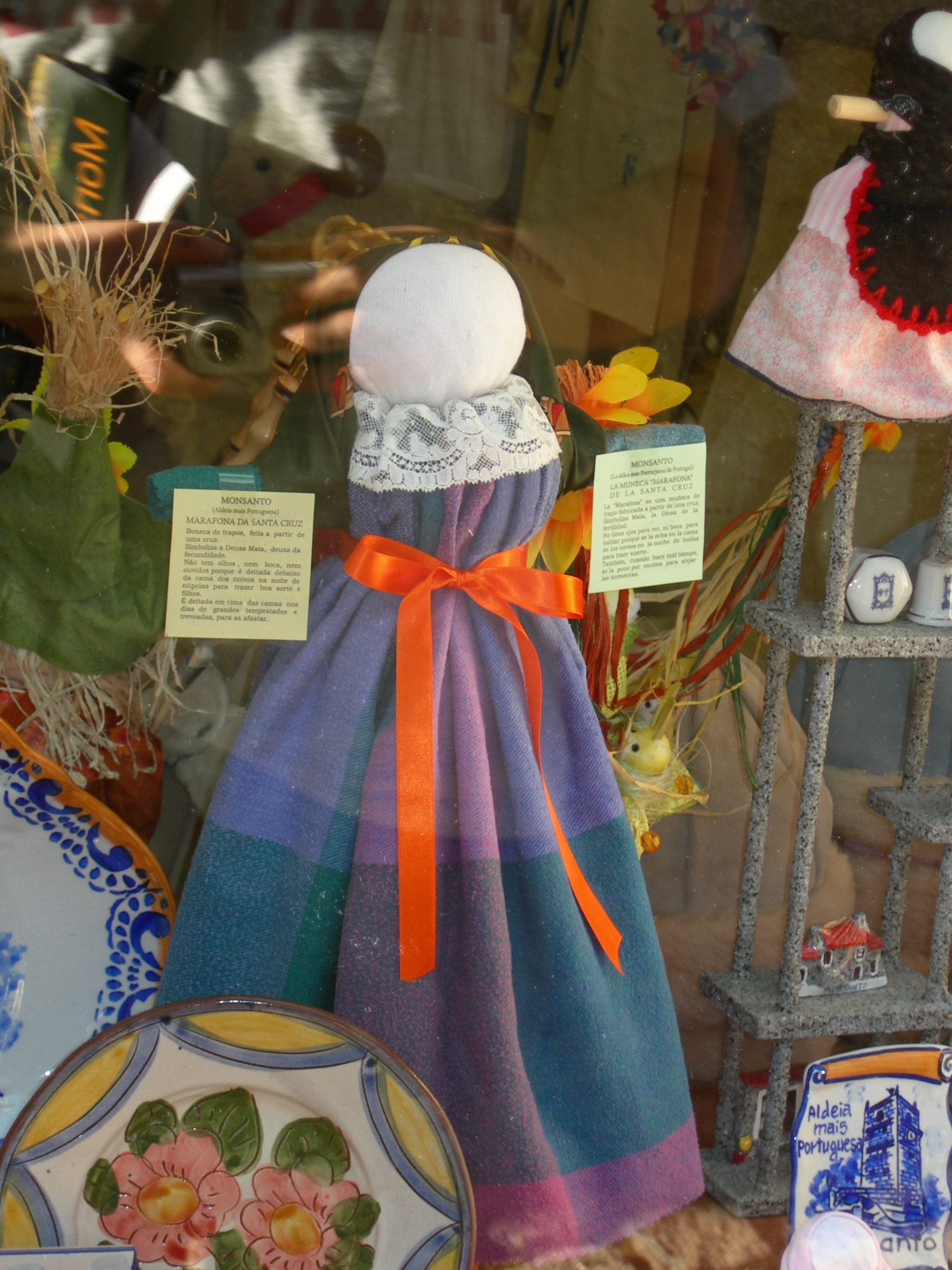
Uma marafona

As bonecas de Monsanto, são utilizadas para celebrar a fertilidade, e a felicidade conjugal. As marafonas fazem parte da tradição de Monsanto na Festa das Cruzes, celebrada no dia 3 de Maio se for Domingo, caso contrário, no Domingo seguinte.
Durante a festa, as raparigas casadoiras bailam com as marafonas. Depois da festa as bonecas são deixadas em cima da cama onde têm o poder de livrar a casa das tempestades de trovoada, e de maus olhados.
No dia do casamento guardam-se debaixo da cama (como não têm olhos nem orelhas nem boca, nada vêem, nada ouvem nem nada podem contar) para trazer fertilidade e felicidade ao casal. As marafonas  estão associadas ao culto da fertilidade.
A marafona faz parte da tradição na localidade de Podence, no concelho de Macedo de Cavaleiros, mais propriamente na festa dos Caretos de Podence, onde a marafona é, também, uma rapariga mascarada que anda com a cara escondida por baixo de uma renda e leva um lenço à cabeça. Estas marafonas são os únicos seres que os caretos respeitam nas suas brincadeiras.
Segundo conta uma lenda, quando Monsanto estava cercada pelos mouros alguns dos seus habitantes decidiram fazer umas bonecas e pô-las a dançar nas ameias do castelo, dando a ideia de que estavam bem e felizes. Os mouros ao ver as bonecas, decidiram levantar o cerco.
As matrafonas desfilam no Carnaval de Torres Vedras durante o Entrudo.
A procissão das marafonas, ou do pão bento, tinha lugar em Guimarães, no dia 10 de Junho, na igreja de Sta Clara.

## Etimologia
Do Árabe mara haina, mulher enganadora.
Tem relação com a palavra mãe, do Latim matre ou Celtibero matrubos  e com  fona (faúlha) do Gótico fon, fogo ou com o Gaélico foun, fon, terra, região.
A palavra marafona supõe-se que possa ter origem árabe com o significado de mulher enganadora, mas a origem pode ser muito mais antiga. Outros significados para a palavra são boneca de trapos, prostituta ou mulher desleixada.